# Namaste (EP)
Namaste è il primo EP dei cantanti italiani Olly e Matsby, pubblicato il 17 luglio 2017.

## Descrizione
Il disco, composto da sei brani, è prodotto da Yanomi e Ch3f Beats.

## Tracce
Testi e musiche di Federico Olivieri e Mastby.
1. Cosa posso fare – 3:48
2. Fuori luogo – 3:00
3. Orologio fermo – 3:38
4. Scarpa d'oro – 2:48
5. Non lo siamo più – 3:52
6. Manco io – 3:25